# Scoliocephalus caboverdensis
Scoliocephalus caboverdensis är en tvåvingeart som beskrevs av Kirk-spriggs 1987. Scoliocephalus caboverdensis ingår i släktet Scoliocephalus och familjen vattenflugor. Inga underarter finns listade i Catalogue of Life.